# F-8 Crusader
F-8 Crusader (укр. «Крусе́йдер») — американський винищувач палубного базування, єдиний в історії авіації серійний літак зі змінним в польоті кутом установки крила. В ході В'єтнамської війни, за офіційними американськими даними, F-8 мав найкраще співвідношення перемог і втрат у повітряних боях, обійшовши основний американський винищувач F-4, але F-4 переважали за абсолютною кількістю перемог. В складі ВМС Франції експлуатувався до 1999 року.

## Історія
У вересні 1952 року ВМС США висунули технічні вимоги до нового винищувача. Цей літак мав розвивати максимальну швидкість M=1,2 на висоті 9150 м, швидкопідйомність 127 м/с і посадочну швидкість не більшу 160 км/год. Озброєння мало складатися із 20-мм гармат. Виходячи із цих вимог, конструкторська група фірми Воут на чолі з Джоном Расселом Кларком розробила проєкт V-383. Особливістю конструкції літака було крило зі змінюваним кутом установки, котре дозволяло покращити злітно-посадочні характеристики.

## Експлуатація

### США

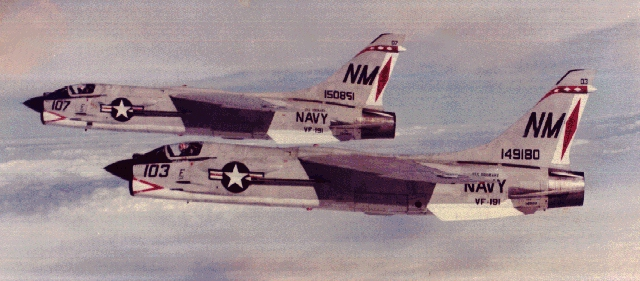
Пара F-8J із 191-ї винищувальної ескадрильї ВМС США, 1974/1975 рік

У В'єтнамській війні пілоти F-8 за офіційними даними мали 19 повітряних перемог — 17 МіГ-17 та 2 МіГ-21. Пілоти F-4 Фантом мали 147 перемог. Втрачено в боях 78 F-8 — 57 в авіації флоту, 21 в авіації КМП.

### Філіппіни
В 1977 році ВПС Філіппін закупили 35 літаків F-8H. 25 винищувачів були прийняти на озброєння, а решта 10 — розібрані на запчастини.

### Франція

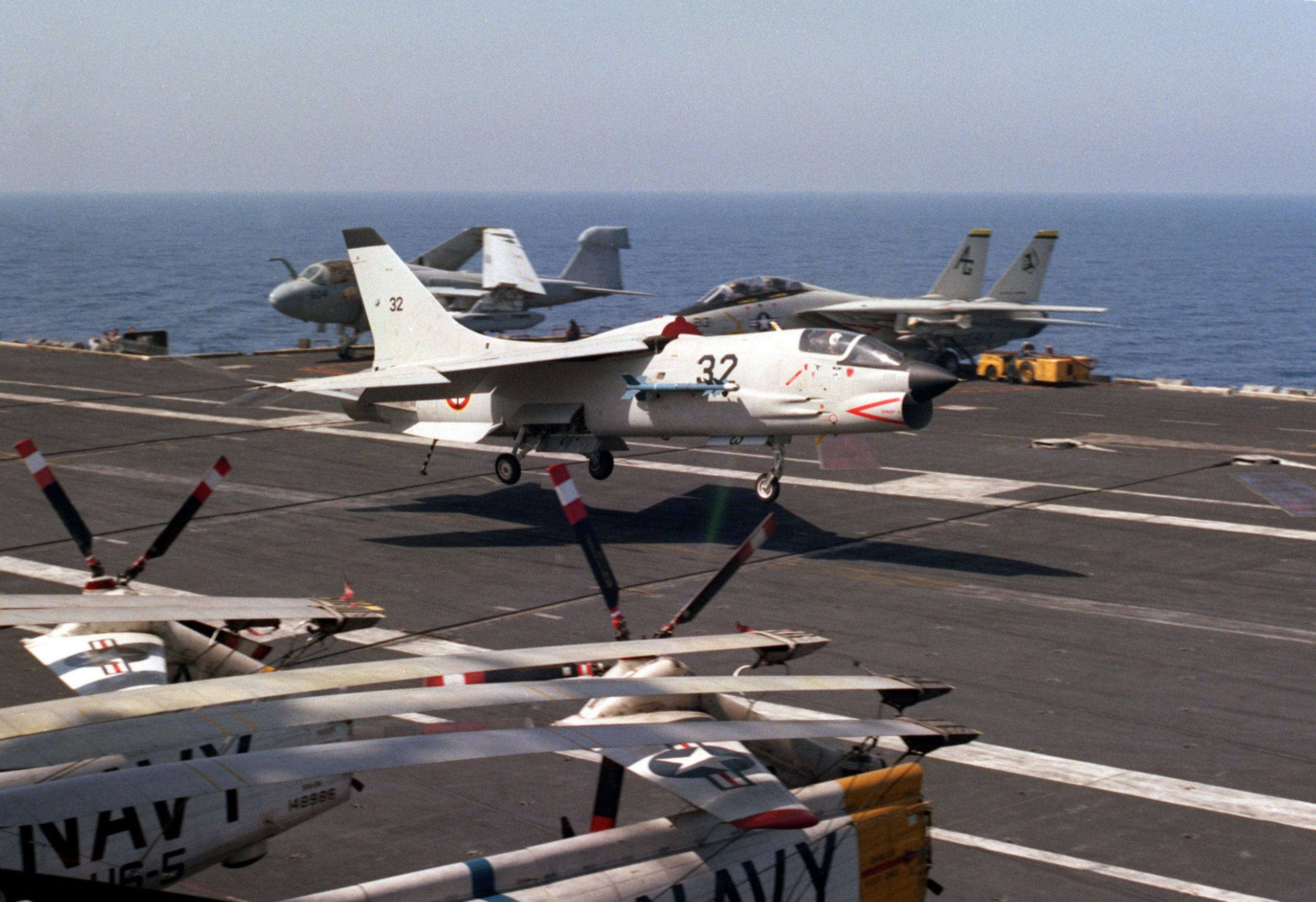
Французький F-8E(FN) здійснює приземлення на палубу американського авіаносця «Дуайт Ейзенхауер», 1983 рік

42 літаки F-8E(FN), отримані ВМС Франції у 1964–1965 роках, були останніми серійними «Крусейдерами». Вони стояли на озброєнні 12-ї й 14-ї ескадрилій, в різний час базувалися на авіаносцях «Клемансо» і «Фош».

## Тактико-технічні характеристики

Схема літака F8E.

Наведені характеристики відповідають модифікації F-8H.
маса порожнього = 8538 кг
маса спорядженого = 9134 кг
нормальна злітна маса = 13 646 кг (з 2×AIM-9)
макс. злітна маса = 15 549 кг
максимальна швидкість = 1859 км/год (на висоті 11000 м)
- - біля землі: 1226 км/год

крейсерська швидкість = 895 км/год
швидкість звалювання = 267 км/год
бойовий радіус = 
- - з 2×AIM-9: 663 км
  - з 4×AIM-9: 635 км
  - з 8×Mk-82: 117 км

практична стеля = 12 802 м